# Ajmed Chatáyev
Ajmed Rajapovich Chatáyev (Vedeno, URSS, 14 de julio de 1980-22 de noviembre de 2017) fue un dirigente del Estado Islámico de nacionalidad rusa acusado de planear el ataque de aeropuerto del Estambul. Murió en un tiroteo con la policía en Tiflis el 22 de noviembre de 2017.

## Historia
Nació el 14 de julio de 1980 en Vedeno, localidad de la entonces RASS de Chechenia-Ingusetia.

### Segunda guerra chechena
Participó en la segunda guerra chechena y perdió su brazo en combate.

### Huida a Austria (2003)
Huyó de Rusia en 2001 a Austria, donde se le concedió el estatus de refugiado en 2003. 

### Detención y prisión en Suecia (2008)
En 2008 él y otros chechenos fueron detenidos en la ciudad de Trelleborg, en Suecia. La Policía sueca encontró armas en su coche, por lo que estuvo más de un año en una prisión local.

### Detención en Ucrania (2010)
El 3 de enero de 2010  fue detenido en Úzhgorod, al oeste de Ucrania. Según el ministro de Interior ucraniano Yuriy Lutsenko, su teléfono móvil tenía instrucciones para fabricar explosivos, así como fotografías de cadáveres víctimas de explosiones. Afrontó una posible extradición a Rusia pero el 14 de enero, después de fuertes protestas organizadas por Amnistía Internacional, el Tribunal Europeo de Derechos Humanos exhortó a las autoridades ucranianas para no extraditarle.

### Primera estancia en Georgia
Desde que el Tribunal Europeo de Derechos Humanos prohibió su deportación a Rusia las autoridades ucranianas le enviaron a Georgia, donde fue acusado de un delito cometido en la década de 2000. Por un tiempo, probablemente, estuvo en una prisión georgiana pero al tiempo fue liberado, se casó y se quedó en Georgia.

### Incidente en la frontera búlgaro-turca (2011)
El 19 de mayo de 2011 fue detenido en la frontera entre Bulgaria y Turquía. El tribunal búlgaro primero decidió extraditarle a Rusia, pero la apelación del tribunal invirtió la decisión.

### Regreso a Georgia (2012)
En agosto de 2012 estuvo implicado en el incidente de Lopota, una escaramuza entre la Policía georgiana y militantes islamistas cerca de la frontera con la república rusa de Daguestán. El 8 de septiembre de ese mismo año el Ministerio de Interior georgiano anunció que habían detenido a Chatayev después de que fuera herido en el pie, teniendo que amputársele el miembro. La Policía georgiana encontró dos granadas F-1 y le imputó por posesión ilegal de armas. En ese tiempo estaba en posesión de la ciudadanía georgiana. 
Vivía en el pueblo de Duisi, en la Garganta de Pankisi, en la antigua casa de Abu Omar al-Shishani, dirigente de Estado Islámico.
El 19 de enero de 2013 fue absuelto de todos los cargos provenientes del enfrentamiento con la Policía georgiana de agosto de 2012.

## Marcha a Siria
Viajó a Siria para unirse a Estado Islámico en febrero de 2015.

### Sanciones de la ONU
El 2 de octubre de 2015 se le hizo objeto de sanciones por el Consejo de Seguridad de las Naciones Unidas. Según la ONU, "en septiembre de 2007, Chataev organizó una entrega en Chechenia que constaba de 12.000 dólares, uniformes militares, un ordenador personal y un equipo de audio para los terroristas que operan en el Cáucaso Norte". Además, según se alega, "Chatayev comanda directamente a 130 militantes y pide a los musulmanes a unirse a la lucha armada contra las autoridades oficiales de Siria, Irak y otros países con el objetivo de establecer un califato. Chataev es responsable de la formación y la redistribución de militantes de habla rusa de ISIS provenientes de Siria e Irak a la Federación Rusa con miras a la creación de células de ISIS y la realización de actos terroristas. Es el organizador y autor intelectual de los actos terroristas planificados por ISIS contra las misiones diplomáticas rusas en el extranjero".